# Чепоков, Николай Анатольевич
Николай Анатольевич Чепоков (Таракай) (30 января 1961 года, Турочак, Горно-Алтайская автономная область) — советский и российский художник, философ, путешественник. Лауреат премии имени Григория Чорос-Гуркина (2010).

## Биография
Начало жизненного пути отражено в записке, найденной в пелёнках ребёнка в корзинке, оставленной у дверей Улалинского дома малютки: «Чепоков Николай Анатольевич, кумандинец, родился 30 января 1961 г.». Затем воспитывался в детских домах Горно-Алтайска, Камень-на-Оби, села Курлек. В 1983 году был отчислен после 9 класса из школы-интерната Горно-Алтайска. Поступил в ПТУ, где получил профессию плотника. После распределения некоторое время работал по специальности. Затем отправился в путешествия по Алтаю. Подрабатывал сбором папоротника-орляка, мыл золото, трудился в геофизической экспедиции, зимой — кочегаром в Горно-Алтайске.
Одновременно рисовал (своим учителем считает члена Союза художников России Сергея Дыкова), писал рассказы. Первые публикации под псевдонимом «Таракай» появились в газете «Звезда Алтая» и альманахе «Исток» в начале 1990-х годов. Попытка поступить в Ново-Алтайское художественное училище не удалась из-за грамматических ошибок в сочинении. 
В 2000 году его графические работы были представлены на выставке в Москве, затем — на зональной художественной выставке в Иркутске. Первая персональная выставка прошла в галерее «Модерн» Новосибирска, затем — в Швейцарии, Австрии. С 2006 года зарабатывает на жизнь графикой. В 2009 году его работы были представлены в Доме учёных Новосибирского Академгородка, в 2011 — в культурном центре «Бай Терек» (Республика Алтай), во Франкфурте-на-Майне (Германия).
Изданы три альбома графики Таракая (художественный псевдоним, взятый из алтайского эпоса «Маадай-Кара», где Таракай — вечный странник, нищий бродяга, весельчак, философ).
Стиль Чепокова искусствоведы определяют как «этнографический примитивизм» или «этноархаика». По мнению доктора искусствоведения Е. П. Маточкина: «Искусство Таракая — это привольная песня обо всём, что он видит… Он — наследник кочевого мира Азии, продолжатель его древних художественных традиций…».
Стал одним из главных героев четырёхсерийного документального фильма Дмитрия Васюкова "Счастливые Люди" Алтай, вышедшего в декабре 2017 года.
Ранее не имел собственного дома, все время странствуя по Алтаю, рисуя свои картины. Зачастую ими художник и оплачивал кров и еду. В ходе съёмок фильма показано, как художнику был подарен дом в одном из сёл Алтая, построенный специально для него и с учётом его профессии.

## Альбомы
- Грёзы Таракая (Николай Чепоков, графика). — Новосибирск: ОАО «Новосибирский полиграфический комбинат», 2006. Отв. редактор Е. П. Маточкин.